# Piotr Okulewicz
Piotr Stefan Okulewicz (ur. 1962) – polski historyk, dr hab. nauk humanistycznych, profesor nadzwyczajny Instytutu Historii Wydziału Historii Uniwersytetu im. Adama Mickiewicza w Poznaniu.

## Życiorys
7 czerwca 1999 obronił pracę doktorską Koncepcja "międzymorza" w myśli i praktyce politycznej obozu Józefa Piłsudskiego w latach 1918-1926, 13 kwietnia 2015 habilitował się na podstawie pracy zatytułowanej Obóz sanacyjny w województwie poznańskim w latach 1926-1935. Otrzymał nominację profesorską. Został zatrudniony na stanowisku adiunkta w Instytucie Historii na Wydziale Historii Uniwersytetu im. Adama Mickiewicza w Poznaniu.
Objął funkcję profesora nadzwyczajnego w Instytucie Historii na Wydziale Historii Uniwersytetu im. Adama Mickiewicza w Poznaniu.